# Neil Robinson
Neil Robinson (Walton, Liverpool; 20 de abril de 1957-24 de noviembre de 2022) fue un futbolista inglés que jugaba en la posición de defensa y de centrocampista.

## Carrera
| Periodo   | Club             |
| --------- | ---------------- |
| 1974–1979 | Everton FC       |
| 1979–1984 | Swansea City AFC |
| 1984–1988 | Grimsby Town FC  |
| 1988–1990 | Darlington FC    |

## Vida personal
Era el menor de siete hermanos (seis hombres y una mujer), hijo de Ken Robinson. Robinson se hizo vegetariano a los 13 años, en 1970, y en 1980 se convirtió en el primer futbolista profesional vegano. En la temporada de 1981-82 se convirtió en el primer futbolista vegano en anotar en un partido de primera división. Tuvo tres hijos, incluyendo al futbolista Neil David Robinson.

## Muerte
Robinson murió de un ataque cardiaco el 24 de noviembre de 2022, a los 65 años.